# Krisztián Manhercz
Krisztián Manhercz (ur. 6 lutego 1997 w Budapeszcie) – węgierski piłkarz wodny grający na pozycji skrzydłowego, reprezentant Węgier, dwukrotny olimpijczyk (2016, 2020). Brązowy medalista igrzysk olimpijskich w Tokio w 2021, wicemistrz świata, mistrz Europy, brązowy medalista mistrzostw świata juniorów.

## Życie prywatne
Studiował handel i marketing na Budapest Metropolitan University. Mieszka w Budapeszcie.

## Udział w zawodach międzynarodowych
Od 2013 reprezentuje Węgry na zawodach międzynarodowych. Z reprezentacją uzyskał następujące wyniki:
| Rok  | Impreza                                         | Miejsce        | Pozycja    |      |                                                 |             |            |
| ---- | ----------------------------------------------- | -------------- | ---------- | ---- | ----------------------------------------------- | ----------- | ---------- |
| Rok  | Impreza                                         | Miejsce        | Pozycja    | 2013 | Mistrzostwa Świata Juniorów w Piłce Wodnej 2013 | Szombathely | 4. miejsce |
| 2015 | Mistrzostwa Świata Juniorów w Piłce Wodnej 2015 | Ałmaty         | 3. miejsce |      |                                                 |             |            |
| 2016 | Letnie Igrzyska Olimpijskie 2016                | Rio de Janeiro | 5. miejsce |      |                                                 |             |            |
| 2017 | Mistrzostwa Świata Juniorów w Piłce Wodnej 2017 | Belgrad        | 4. miejsce |      |                                                 |             |            |
| 2017 | Mistrzostwa Świata w Pływaniu 2017              | Budapeszt      | 2. miejsce |      |                                                 |             |            |
| 2018 | Mistrzostwa Europy w Piłce Wodnej 2018          | Barcelona      | 8. miejsce |      |                                                 |             |            |
| 2019 | Mistrzostwa Świata w Pływaniu 2019              | Gwangju        | 4. miejsce |      |                                                 |             |            |
| 2020 | Mistrzostwa Europy w Piłce Wodnej 2020          | Budapeszt      | 1. miejsce |      |                                                 |             |            |
| 2021 | Letnie Igrzyska Olimpijskie 2020                | Tokio          | 3. miejsce |      |                                                 |             |            |